# Лібія чорнодзьоба
Лібія чорнодзьоба (Lybius guifsobalito) — вид дятлоподібних птахів родини лібійних (Lybiidae).

## Поширення
Вид поширений в Східній Африці: в Камеруні, Демократичній Республіці Конго, Еритреї, Ефіопії, Кенії, Судані, Південному Судані, Танзанії та Уганді. Мешкає в савані/

## Опис
Дрібний птах, завдовжки 17 см. Це пухкий птах, з короткою шиєю, великою головою і коротким хвостом. Оперення чорне, лише крила з жовтими прожилками, а лицьова частина голови та горло червоні.

## Спосіб життя
Трапляється групами з 2–6 птахів. Живиться комахами і плодами. Сезон розмноження триває у квітні-липні. Гніздиться у дуплах дерев. Відкладає два-чотири яйця. Інкубація триває 12–15 днів.